# DOORS 2009厳冬
『DOORS 2009厳冬』（ドアーズ にせんきゅうげんとう）（正式番組名：『夢の超豪華芸能人登場今夜!限定オープン!TV史上最強の超巨大アドベンチャーパーク DOORS2009厳冬』（ゆめのちょうごうかげいのうじんとうじょう こんや!げんていオープン! テレビしじょうさいきょうのちょうきょだいアドベンチャーパーク ドアーズ にせんきゅうげんとう）は、TBS系列で2009年12月28日に放送されたゲームアトラクションバラエティ番組である。

## 概要
2005年から放送されている『DOORS』シリーズの第6弾。初の冬開催であり、年内2回目の放送となる。内容は、第1回以来となるチーム戦だが、『DOORS 2006』から『DOORS 2008』で使われたポイントランキング制である。
番組収録は東京ビッグサイトと千葉ポートパークで行われ、放送時間は過去最長の4時間44分。
最後、福澤は「また来年『DOORS 2010』でお会いしましょう」と言及していたが、この番組を最後に『DOORS』の放送がない。

## 放送時間
- 2009年12月28日 18:30-23:14

## 司会者

### 総合司会・実況
- 福澤朗（元日本テレビアナウンサー）
  - 合言葉は「君に幸あれ」、失敗時は「ビビデバビデブー」(オッペケペー）と叫んだ。
  - 福澤が不在だった「スプラッシュバルーン」は、佐藤文康（TBSアナウンサー）が代理で実況を担当。

### 司会
- ナインティナイン（岡村隆史・矢部浩之）
  - 2人は前回に引き続き若手芸人たちと共に挑戦者として参加し、出番以外はインタビューを行った。
  - ナイナイチームのリーダーは岡村であるが、医者からイボ痔によるドクターストップがかけられていたため重要なゲームのみ担当。これにより初の矢部単独による挑戦が行われた。
  - 岡村が「ジャングルアドベンチャー」、「ウォーターバイク」、「ハニカムキャノン」、「ヒュースポン」を担当。矢部が「バンジーラリー」と「スプラッシュバルーン」を担当。

### レポーター
TBSアナウンサー4人がインタビューを行った。
- 青木裕子
- 加藤シルビア
- 江藤愛
- 田中みな実

## 出場チーム
- チームナインティナイン
  - 岡村隆史、矢部浩之、小杉竜一（ブラックマヨネーズ）、庄司智春（品川庄司）、錦野旦、山崎邦正
  - ナインティナインは司会を兼務。

- チーム清史郎
  - 加藤清史郎、杉浦太陽、関根航、山口愛、ワッキー（ペナルティ・DOORS 2007・DOORS 2008優勝）
  - 第2ステージより参加。また、杉浦、ワッキー以外は労働基準法の規定により準決勝前で退場した。（清史郎による優勝賞品紹介は退場前に録画された。）

- 若手芸人チーム
  - はんにゃ（川島章良、金田哲）、エハラマサヒロ、オードリー（春日俊彰、若林正恭）、木村卓寛(天津)、NON STYLE（石田明、井上裕介）、ハイキングウォーキング（鈴木Q太郎、松田洋昌）、響（小林優介、長友光弘）、ビューティーこくぶ、フルーツポンチ（村上健志、亘健太郎）
  - はんにゃは第2ステージから。オードリーは第4ステージから参加。

- ベテラン芸人チーム
  - 出川哲朗、有吉弘行、博多華丸・大吉（博多華丸、博多大吉）、原口あきまさ、FUJIWARA（原西孝幸、藤本敏史）、ほっしゃん。

- インテリチーム
  - 西川史子、小島よしお、鳩山来留夫、松本志のぶ、本村健太郎、吉田たかよし

- 板東ジャパン
  - 板東英二、ガッツ石松、具志堅用高、武田修宏、元木大介
  - 第2ステージまで参加

- ハンチョウチーム
  - 佐々木蔵之介、賀集利樹、黒谷友香、中村俊介、山口翔悟
  - 第1ステージのみ参加

- ビューティーチーム
  - クリス松村、上原美優、エド・はるみ、小倉優子、小森純、手島優、はるな愛、ほしのあき、村上友梨

- チームオバマ
  - デンジャラス（ノッチ、安田和博）、サヘル・ローズ、ダンテ・カーヴァー、ボビー・オロゴン、ローラ・チャン

## アトラクション
- 『DOORS 2005』以来のチーム戦。成績上位4チームが準決勝に進出

### 第1 STAGE・ジャングルアドベンチャー
2009春以外は全ての年で行われているSASUKEのようなアトラクション。今年は、これまでの回に登場したエリアが再登場する
- 1チーム3人ずつ挑戦
- 「ウォーターボード」、「ツイスターバー」、「ローリングサボテン」、「バランスFUJI」、「ドンキーコング」と5つのアトラクションを制限時間内で行なう。
- 途中で落水または落下するか、制限時間以内にゴール出来なかった場合は失敗、即失格となる。1つのエリアをクリアするごとに20P。全てクリアなら100P獲得。
- 任天堂がドンキーコングのステージの製作協力をしているためか、人気ゲームキャラクターのマリオがゲストとして登場し応援していた。

「ウォーターボート」
高さ7mの地点からサーフボードで斜面を滑り、ジャンプ台から飛んだその勢いで長さ18mのプールを正座の状態で渡りきる。落水したら失敗。
「ツイスターバー」
橋の途中で、横方向に回転して進行を阻むバーをかわしながら、一本橋を渡る（橋自体も、蒲鉾の様に中央が膨らんでいる形の為、外へ落下しやすい）。橋から落ちると失敗。
「ローリングサボテン」
高さ3mの場所で回転する丸太を、バランスを保って渡る。ただし、サボテンのトゲの様に、丸太に金銀のポールが多数刺さっているので、それらを避けつつ進まないといけない。落下したら失敗。
「バランスFUJI」
DOORS2006以来の登場。半円状の透明なチューブ4mを渡り切る。ただし、チューブは不安定で、バランスを崩して脇に落下するか、渡りきる前にチューブが傾き切った場合は失敗。
この間にキャスター付き座布団に乗り坂を下るエリアがある。脱線しないのでアウトになることは無いが安全性のためきちんと座らないとスタートせず、タイムロスになる恐れがある。
「ドンキーコング」
最終エリア。テレビゲーム『ドンキーコング』の1面を実写化させた様なアトラクション。樽の代わりにDKボール（ドンキーボール）が転がってくるので、それをかわしながら、3段目にあるボタンを制限時間内に押すとゴール。

### 第2 STAGE・バンジーラリー
今回初めて行われるアトラクション。
- 1対1の対戦形式。チーム2名が参加し対戦相手を変え2戦行う。
- 両者はまず、地上15mの高さにある滑り台に座る（両者が座った後、双方の滑り台が予め15度傾く）
- 電光掲示板を走る光を自分のボタンがある場所に来た時にタイミング良く押して打ち返す。1回打ち返すごとに、光の動くスピードが速くなる。タイミングよく押せなかった（空振りも含む）人の負け。勝利チームには50Pが加算される。1チーム2人が挑戦。
- 敗者は罰として自分の滑り台が更に45度まで傾いた後、実況のカウントダウンの後に滑り台から落とされ、高さ15mからバンジージャンプを飛ばされる。

### 第3 STAGE・アルカノイド
前回に引き続き登場
- 往年の名作ゲーム「アルカノイド」（ブロック崩し）のDOORS特別版。
- 操作はプレイヤーの足元にあるセンサーを用いて行い、巨大LEDモニターに映像が映し出される。
- 自らが動くとバウス（ボールを受けるラケット）が動き、ボールを打ち返してブロックを破壊する。
- 1人3球、2面まであり、より高得点を獲得できるアトラクションとなる。
- 1チーム1人が挑戦。獲得得点が高いチーム順にポイントが加算される。
- 清史郎チームの加藤、関根にはハンデとして移動距離が通常の3分の2に。さらに得点は2人の合算となった。
- 特定のブロックを破壊して出現するアイテムは「エキスパンド（E）」「ディスラプション（D）」の2種類のみであり、それ以外の「スロー（S）」「レーザー（L）」「キャッチ（C）」「ブレイク（B）」「プレイヤーエクステンド（P）」は登場しない。
- 有吉弘行は2ステージまで行き、トップ。

### 第4 STAGE・ウォーターバイク
2006・2007・2008・2009春で催されたアトラクションだが、長さが250メートルになっている。
千葉港上、千葉ポートパークで行われる。
- 1人ずつ1回、チームで3人挑戦する。
- 千葉港上に敷かれた幅50cm,長さ250mのピアフロートで作られた一本橋を、自転車に乗って渡る。
- 前回と比べ50m短いもののやや右に曲がっているため難易度は増している。
- 今回は2m進むごとに1p獲得となる。
- 岡村はイボ痔の為サドルにドーナツ型のクッションを装着しての挑戦である。
- 成功者：藤本敏史（FUJIWARA）、ワッキー（ペナルティ）、岡村隆史（ナインティナイン）

### 第5 STAGE・スプラッシュバルーン
今回初めて行われるアトラクション。
- 1人ずつ1チーム3人が挑戦
- ボタンを押した後地上15mから落とされる水風船をキャッチする。ヘルメットにはトゲが付いており割れるようになる。キャッチできればポイント獲得。水の量が多いほど高得点。水風船が割れると失敗。
- 放送では最初のレベルのみだったが実際は最高難易度まで行っている。

### 第6 STAGE・ハニカムキャノン
前回に引き続き登場
- 1人ずつ1チーム2人挑戦。
- 前方のモニターに表示されたハニカム（蜂の巣）のうち、いくつかが光ると後方のハニカムの同じ位置から棒が発射される仕組み。
- プレイヤーは表示された発射パターンを見て瞬時に棒をかわすポーズをとり、うまくかわせないと約2m下の発泡スチロールに落下で失敗となる。
- プレイヤー上方に設置されているバーにつかまってもよい。ただし、カバーの上からつかむため力ずくで耐えることはできない。
- 発射パターンが出てからポーズを考える時間はLEVEL1が10秒、LEVEL2が7秒、LEVEL3が4秒。
- LEVEL1とLEVEL2は5回、LEVEL3は10回発射され、LEVEL3をクリアすれば、成功となる。
- クリアレベル数×30ポイント加算される。

### 準決勝・バンジー7-セブン-
2006・2007・2008で催されたアトラクション。
- ポイントの上位4チームの代表者がFINALSTAGE進出をかけて争う1対1の対戦形式
- 両者はまず、地上15mの高さにある滑り台に座る（両者が座った後、双方の滑り台が予め15度傾く）。
- 合図が鳴った後、体内時計を駆使して合図が鳴ってから7秒後だと思ったタイミングで、横にあるメーターのボタンをピコピコハンマーで叩いて、時計を止める。
- 双方1回ずつ行って、より7秒に近かった方が勝利。
- 勝者はFINAL STAGE進出。敗者は罰として自分の滑り台が更に45度まで傾いた後、実況のカウントダウンの後に滑り台から落とされ、高さ15mからバンジージャンプを飛ばされる。

### FINAL STAGE・ヒュースポン
DOORSで唯一全ての回で催されているアトラクション。
- 高さ18mから直径6cmの鉄球を落として、地上にある直径8cm（前回より1cm小さい）の穴に入れる。
- 1人1球ずつ交互に落として、先に穴に入れた方が優勝。先攻が入れても後攻が入れれば続行となる。
- 優勝したチームの代表者には、「トヨタ・マークX250G Sパッケージ」が贈られる。
- 2球目に先攻の杉浦太陽が成功したものの、後攻の岡村も成功して初の両者成功で続行となった。その後は失敗が続き、7球目で杉浦が成功し、岡村が失敗したためチーム清史郎が優勝した。

## 総合結果
予選結果
太字は準決勝進出
1位 チームナインティナイン
痔を押しての強行出場ながらジャングルアドベンチャー、ウォーターバイクを完全制覇するなど底力を見せ2位に100ポイント以上の差をつけトップ通過。
2位 チーム清史郎
DOORSV2のワッキーによるウォーターバイク制覇と清史郎達の活躍により2位通過。
3位 若手芸人チーム
石田のジャングルアドベンチャー制覇から始まり長友のスプラッシュバルーン制覇。井上のハニカムキャノン好成績により3位通過。
4位 ベテラン芸人チーム
有吉のアルカノイドトップ。藤本のウォーターバイク制覇。出川のスプラッシュバルーン成功により滑り込みで進出。
5位 チームオバマ
6位 チームインテリ
7位 チームビューティー
8位 板東ジャパン
9位 チームハンチョウ
準決勝（バンジー7）
○ チーム清史郎（杉浦）VS若手芸人チーム（村上）×
杉浦は押すのを失敗しわずかに遅れたがそれを上回る村上のチキンが出てしまい杉浦の勝利。
×ベテラン芸人チーム（華丸）VSチームナインティナイン（庄司）○
バンジー7初挑戦の華丸と3回目の挑戦となった庄司。経験の差が出て庄司の勝利。
決勝（ヒュースポン）
○ チーム清史郎（杉浦）VSチームナインティナイン（岡村）×
あえてV2のワッキーではなく準決勝の勢いそのままに進むとして杉浦を選出。一方過去3回挑むも未だに成功していない岡村が挑戦。
2回目にて杉浦が成功し追い込まれた岡村だが土壇場で初の成功。振り出しに戻す。
その後失敗が続き6回目にて杉浦が再び成功。さすがに命運つき岡村が失敗したためチーム清史郎の優勝となった。
これによりチーム清史郎の加藤・関根は最年少優勝。（8歳）ワッキーはゲーム別個人戦だった09春を飛ばして07、08、09厳冬と3連覇を果たした。

## スタッフ
- ナレーター：服部潤（2006年から5回連続担当）